# Lilí Álvarez
Elia „Lilí“ Maria González-Álvarez y López-Chicheri (* 9. Mai 1905 in Rom, Italien; † 8. Juli 1998 in Madrid, Spanien) war eine spanische Tennisspielerin, Autorin und Journalistin.

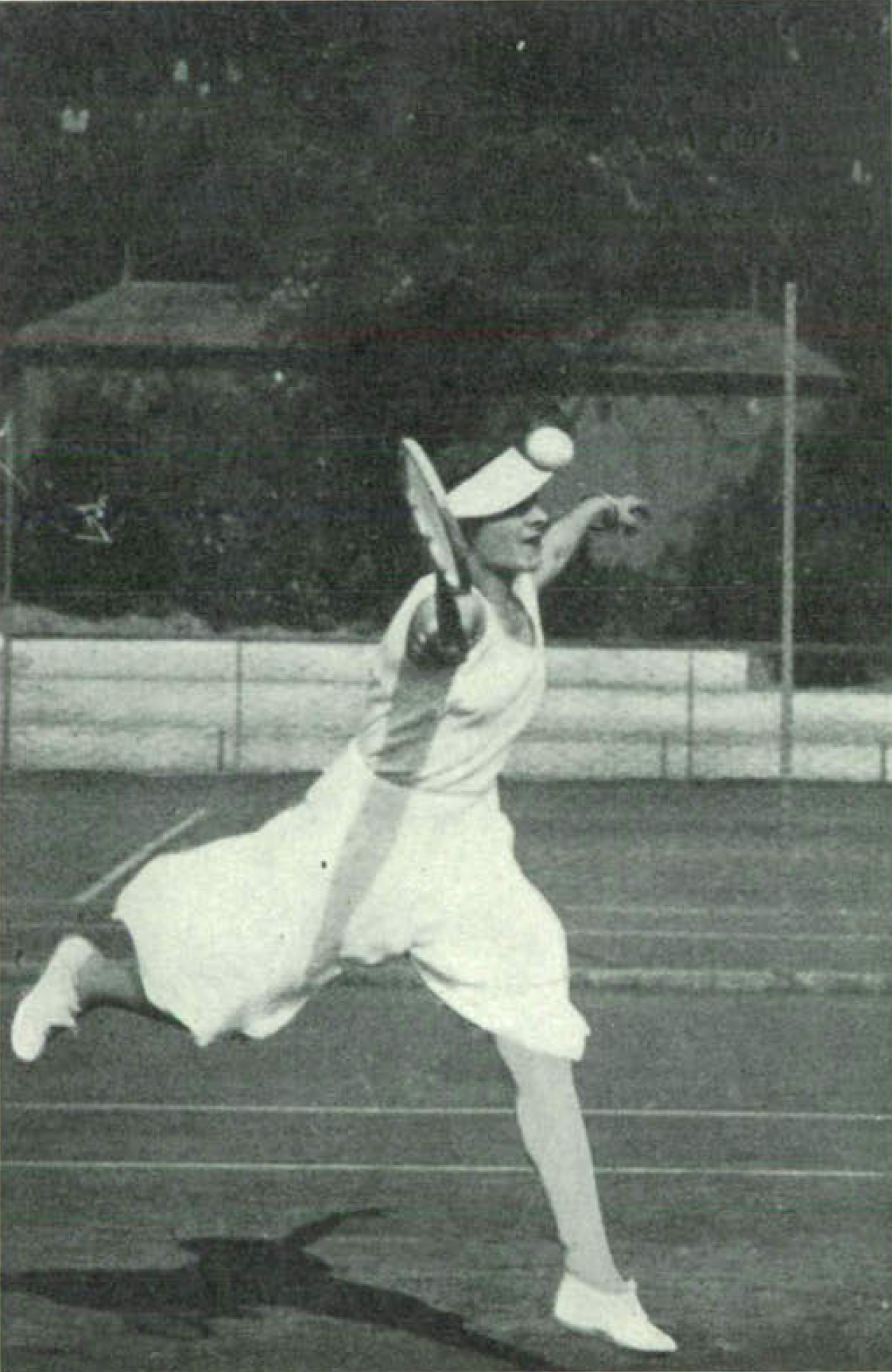
Lili Álvarez bei den French Open 1931

## Leben
Álvarez gewann 1929 mit der Niederländerin Kea Bouman den Doppeltitel bei den französischen Tennismeisterschaften in Paris (heute French Open) gegen die Südafrikanerinnen Bobby Heine und Alida Neave mit 7:5, 6:3. Die Spanierin erreichte in den Jahren 1926 bis 1928 drei Mal das Finale der Wimbledon Championships, verlor jedoch ein Endspiel gegen Kathleen McKane Godfree und zwei Finale gegen Helen Wills Moody. 1930, 1931, 1936 und 1937 erreichte sie das Halbfinale der French Open.
1930 gewann sie das erste Tennisturnier der Frauen in Rom.